# Benjamin Malaussène
Pour les articles homonymes, voir Malaussène (homonymie).
Benjamin Malaussène est le personnage principal de la saga Malaussène écrite par Daniel Pennac. Il a la particularité d'exercer la profession officieuse de bouc-émissaire.
Son nom provient de la commune Malaussène située dans le département des Alpes-Maritimes en région Provence-Alpes-Côte d'Azur. Ses habitants sont appelés les Malaussénois.

## Cinéma
- Le rôle de Benjamin Malaussène est tenu par Raphaël Personnaz dans le film Au Bonheur des ogres[1].